# Swimming Doctors

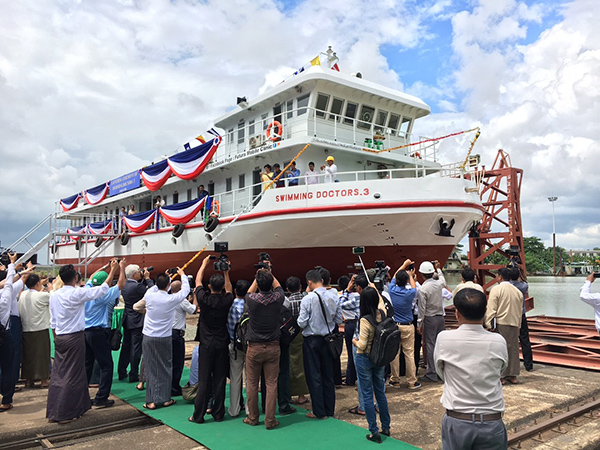
Die Eröffnungsfeier der Swimming Doctors 3 am 8. Oktober 2016 in Yangon, Myanmar.

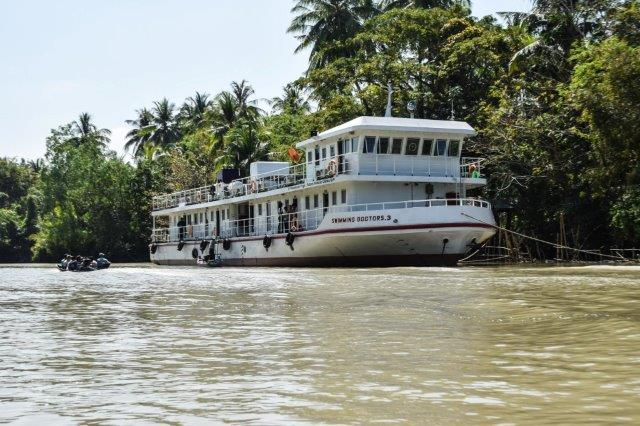
Die Swimming Doctors 3 während eines Einsatzes im Flussdelta, westlich von Yangon, Myanmar.

Swimming Doctors ist ein Hilfsprojekt der gemeinnützigen deutschen Stiftung Stiftunglife. Es dient der medizinischen und zahnärztlichen Versorgung der Bevölkerung im Irrawaddy-Delta im Süden Myanmars.

## Geschichte
Das Hilfsprojekt wurde nach dem Zyklon Nargis im Jahr 2008 ins Leben gerufen. Der Wirbelsturm forderte in Myanmar Tausende Tote und legte die medizinische Versorgung im Delta des Irrawaddy des Landes lahm. Der ehemalige Unternehmer und Begründer der Stiftunglife, Jürgen Gessner, ermöglichte den Umbau eines Frachtschiffs in ein Lazarettschiff  für umgerechnet 250.000 US-Dollar. Die 2010 in Dienst gestellte Swimming Doctors 1 wurde damit das erste von inzwischen drei aus Deutschland finanzierten Schiffen, das unter dem Namen der Swimming Doctors mit einer lokalen Besatzung unterwegs war.
Im Jahr 2013 wurde der Bau eines neuen Schiffs, der Swimming Doctors 2, begonnen. Der Bau kostete umgerechnet 350.000 US-Dollar. Das von Daniela Schadt, der Lebensgefährtin des damaligen Bundespräsidenten Joachim Gauck, getaufte Schiff wurde im August 2014 in Dienst gestellt. Das bisherige Schiff Swimming Doctors 1 wurde an eine andere Hilfsorganisation abgegeben.
Seit November 2016 ist die Swimming Doctors 3 im Einsatz. Die Swimming Doctors 2 wurde an die Artemed-Stiftung abgegeben, die es in der gleichen Verwendung weiterbetreibt.
Das 33 Meter lange Schiff bietet der Besatzung medizinische und zahnärztliche Untersuchungsräume, einen Operationsraum, ein Labor, eine Apotheke und Schlafmöglichkeiten. Die laufenden Kosten für den Betrieb des Schiffes betragen dabei umgerechnet 110.000 US-Dollar im Jahr, die von Spendern aus Deutschland finanziert werden. Die Patienten zahlen umgerechnet 1 € für die Diagnostik und Behandlung, zahlungsunfähige Patienten werden von den Kosten freigestellt. Auf dem Schiff arbeiten 2 burmesische Allgemeinmediziner, 2 Zahnärzte, 2 Zahnarzthelfer, 3 Schwestern und 10 Seeleute. Das Team wird immer wieder von ehrenamtlichen deutschen Ärzten und Zahnmedizinern unterstützt, die in Einsätzen über mehrere Wochen an Bord ihre burmesischen Kollegen fortzubilden. Das Schiff läuft zwölfmal im Jahr am 1. des Monats aus dem Heimathafen in Yangon, Myanmar aus und versorgt auf einer festen Route innerhalb von 3 Wochen 8 zentral gelegene Dörfer rund um die Stadt Kyailat.
Die Zahl der Patienten belief sich 2016 auf 13.300 und stieg 2018 auf 18.400. Rund zwei Drittel der Patienten suchen das Schiff wegen medizinischer Probleme auf, ein Drittel wegen Zahnbeschwerden. Ergänzend wird mit den örtlich tätigen Hebammen zusammengearbeitet sowie Kariesprophylaxeprogramme in Schulen entlang der Schiffsroute durchgeführt. 45 % der Patienten waren Frauen, 20 % Männer und 35 % Kinder.